# Frida Kahlo
Magdalena Carmen Frida Kahlo y Calderón (Coyoacán, 6 de julho de 1907 – idem, 13 de julho de 1954), mais conhecida como Frida Kahlo, foi uma pintora mexicana conhecida pelos seus muitos retratos, autorretratos, e obras inspiradas na natureza e artefactos do México. Inspirada pela cultura popular do país, empregou um estilo de arte popular naïf para explorar questões de identidade, pós-colonialismo, género, classe, e raça na sociedade mexicana. As suas pinturas tinham frequentemente fortes elementos autobiográficos e misturavam realismo com fantasia. Para além de pertencer ao movimento Mexicayotl pós-revolucionário, que procurava definir uma identidade mexicana, Kahlo é descrita como uma surrealista ou realista mágica. Ela é conhecida por pintar sobre a sua experiência de dor crónica.
Nascida de pai alemão e mãe mestiça, Kahlo passou a maior parte da sua infância e vida adulta na La Casa Azul, a sua casa de família em Coyoacán — agora acessível ao público como o Museu Frida Kahlo. Embora tenha sido incapacitada pela poliomielite quando criança, Kahlo foi uma estudante promissora, rumo à escola de medicina, até sofrer um acidente de autocarro aos dezoito anos, o que lhe causou dores e problemas médicos para toda a vida. Durante a sua recuperação, ela voltou ao seu interesse de infância pela arte com a ideia de se tornar artista.

Os interesses de Kahlo na política e na arte levaram-na a aderir ao Partido Comunista Mexicano em 1927, através do qual conheceu o seu colega artista mexicano Diego Rivera. O casal casou em 1929, e passou o final dos anos vinte e início dos anos trinta a viajar juntos no México e nos Estados Unidos. Durante este período, ela desenvolveu o seu estilo artístico, inspirando-se principalmente na cultura popular mexicana, e pintou sobretudo pequenos autorretratos que misturam elementos de crenças pré-colombianas e católicas. As suas pinturas suscitaram o interesse do artista surrealista André Breton, que organizou a primeira exposição individual de Kahlo na Julien Levy Gallery em Nova Iorque em 1938; a exposição foi um sucesso, e foi seguida por outra em Paris em 1939. Apesar da exposição francesa ter sido menos bem sucedida, o Louvre adquiriu uma pintura de Kahlo, O Quadro, fazendo dela a primeira artista mexicana a ser apresentada na sua coleção. Durante a década de 1940, Kahlo participou em exposições no México e nos Estados Unidos e trabalhou como professora de arte. Ensinou na Escuela Nacional de Pintura, Escultura y Grabado ("La Esmeralda") e foi membra fundadora do Seminario de Cultura Mexicana. A sempre frágil saúde de Kahlo começou a agravar-se na mesma década. Realizou a sua primeira exposição individual no México em 1953, pouco antes da sua morte, em 1954, com 47 anos.

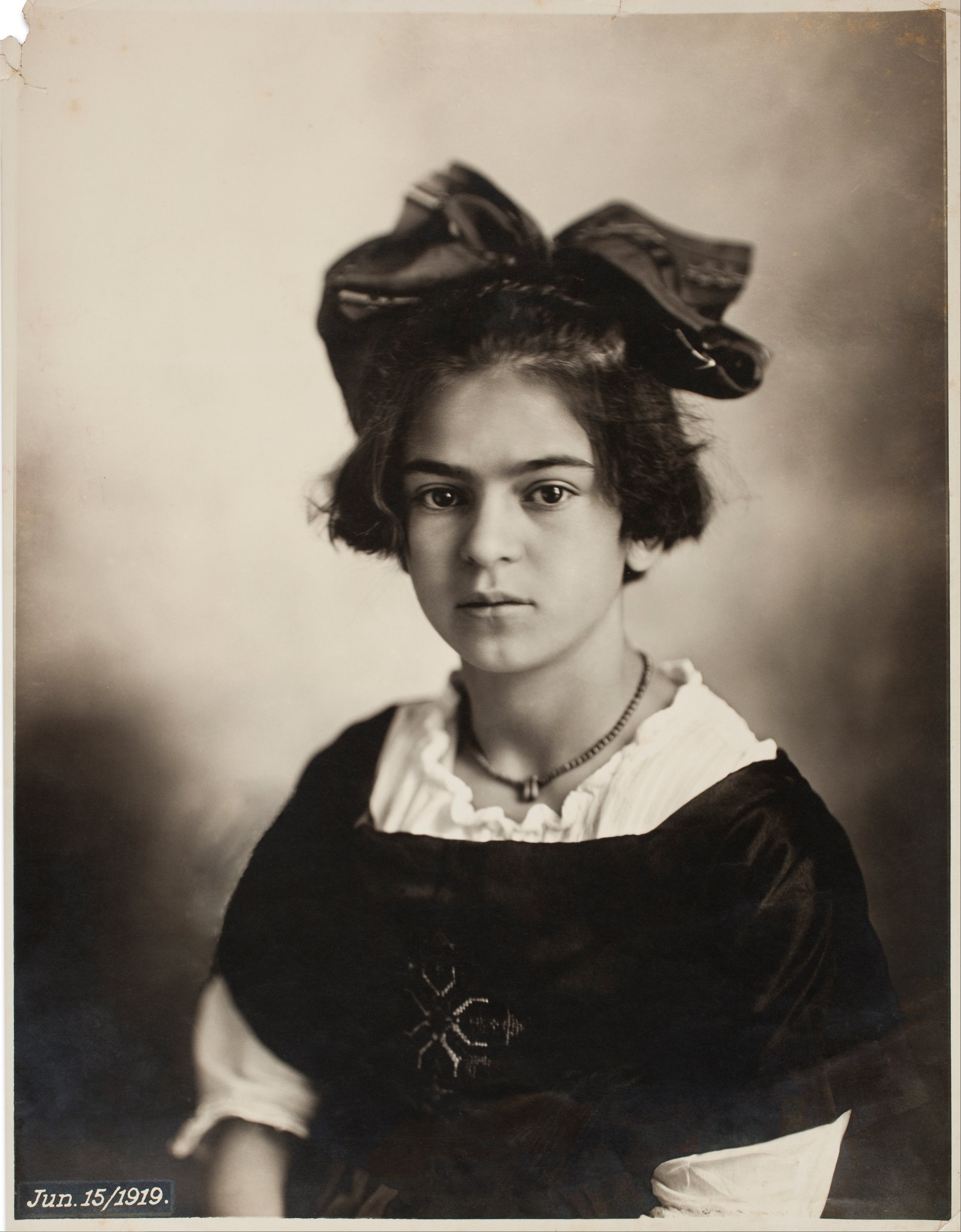
Kahlo em 15 de junho de 1919, com 11 anos

O trabalho de Frida Kahlo como artista permaneceu relativamente desconhecido até finais dos anos 1970, quando o seu trabalho foi redescoberto por historiadores de arte e ativistas políticos. No início dos anos 1990, ela tinha-se tornado não só uma figura reconhecida na história da arte, mas também considerada como um ícone para o Movimento Chicano, o movimento feminista e o movimento LGBT. O trabalho de Kahlo tem sido celebrado internacionalmente como emblemático das tradições nacionais e indígenas mexicanas e por feministas pelo que é visto como a sua representação intransigente da experiência e forma feminina.

## Biografia

### Família e origem
Frida Kahlo nasceu em 6 de julho de 1907, na casa de seus pais, conhecida como La Casa Azul, em Coyoacán, na época uma pequena cidade nos arredores da Cidade do México e hoje um distrito — embora ela mesma dissesse ter nascido em 1910, ano do início da Revolução Mexicana: “Nasci com a Revolução”, pois queria que sua vida começasse com o México moderno. Esse detalhe revela sua personalidade singular, marcada desde a infância por um profundo senso de independência e rebeldia contra normas sociais e morais convencionais, guiada por sua paixão e sensualidade. Orgulhosa de sua mexicanidade e de suas tradições culturais, Frida se opôs à influência dos costumes estadunidenses, sempre com um humor peculiar.

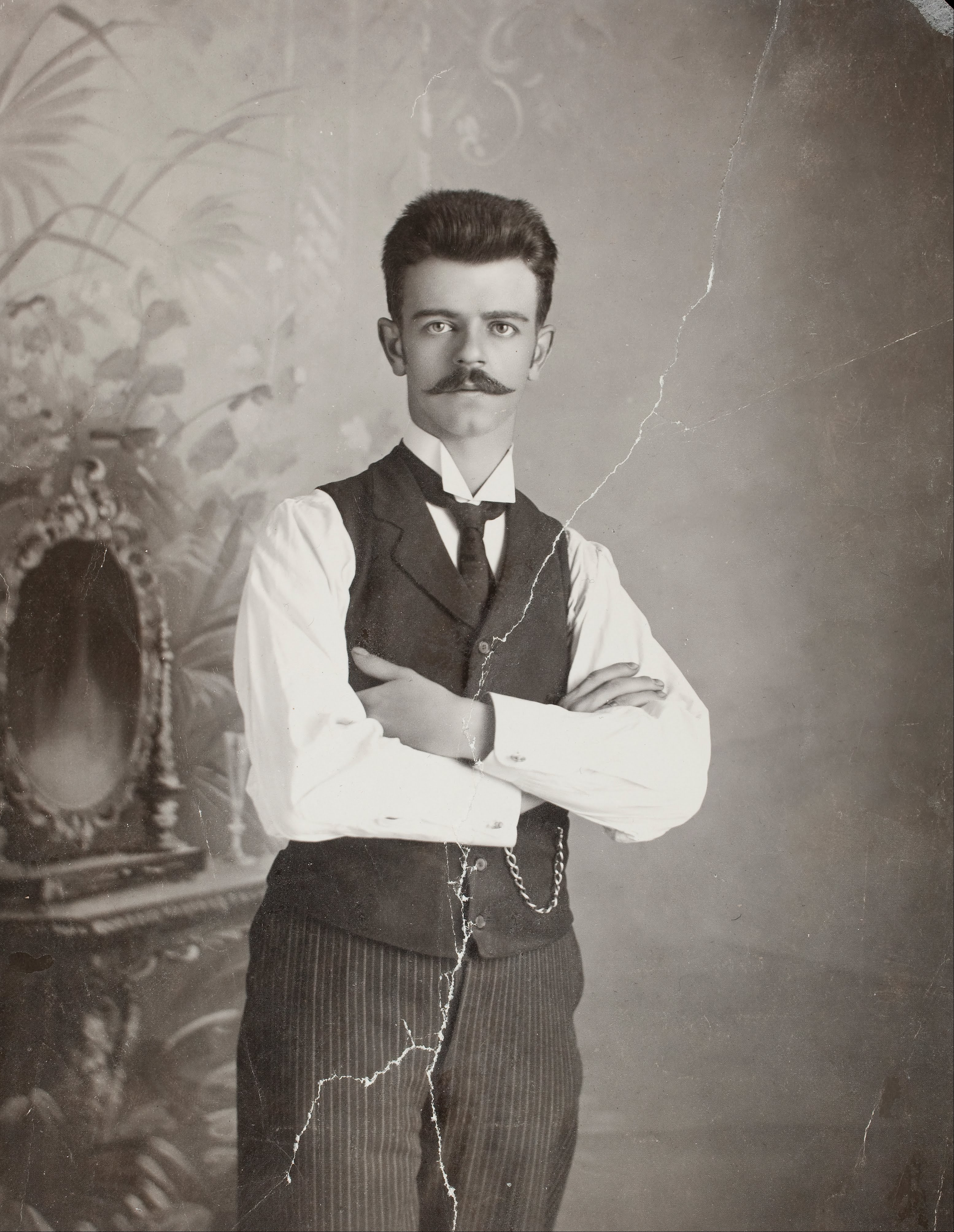
Autorretrato de Guillermo Kahlo, pai de Frida

Frida foi a terceira filha de Guillermo Kahlo, cujo nome oficial era Carl Wilhelm Kahlo, fotógrafo de origem germano-húngara e religião judaica, e da mexicana Matilde Calderón y González. Frida afirmava que seu pai era de ascendência judaico-húngara, mas pesquisadores demonstraram que os pais dele não eram judeus, mas luteranos alemães. Guillermo Kahlo chegou ao México em 1891, aos 19 anos de idade, e logo mudou seu nome alemão, Wilhelm, para o equivalente em espanhol, "Guillermo".
Suas irmãs mais velhas foram Matilde (nascida em 1899) e Adriana (1902); depois delas nasceu o único irmão homem, Guillermo (1906), que viveu apenas alguns dias. Frida nasceu em julho de 1907 e, apenas onze meses depois, em junho de 1908, nasceu sua irmã mais nova, Cristina, que foi sua companheira constante e a única das irmãs Kahlo a ter descendência. Além disso, Frida teve três meias-irmãs por parte de pai: Luisa (nascida em 1894), Maria (nascida em 1896 e falecida poucos dias após o nascimento) e Margarita — todas filhas do primeiro casamento de seu pai com María Cardeña Espino (também chamada Sardenya em algumas fontes), falecida no parto de Margarita em 1898.
Contudo, fazia parte da lenda — alimentada pela própria Frida — que Guillermo Kahlo tivesse raízes húngaras ou judaicas. O fotógrafo provavelmente nasceu em Pforzheim, uma pequena cidade no estado de Baden-Württemberg, Alemanha, filho de Henriette Kaufmann e Jakob Heinrich Kahlo, cujos antepassados pertenciam à burguesia local e eram de religião luterana. Sua mãe, Matilde, nasceu na Cidade do México, filha de Antonio Calderón, fotógrafo de origem indígena nascido em Morelia, e de Isabel González y González, pertencente à família de um general espanhol.

### Infância e juventude
Kahlo descreveu posteriormente que a atmosfera de sua casa durante a infância era frequentemente triste. Seus pais estavam frequentemente doentes, e o casamento estava desprovido de amor. Seu relacionamento com sua mãe, Matilde, era extremamente tenso. Kahlo descreveu sua mãe como "gentil, ativa e inteligente, mas também calculista, cruel e fanaticamente religiosa". O empreendimento de fotografia de seu pai sofreu muito devido a Revolução Mexicana, já que a derrubada do governo o comissionou de trabalhos, além de que a guerra civil limitou o número de clientes particulares.
A mãe de Frida, Matilde Gonzalez y Calderón, era uma católica devota de origem indígena e espanhola. Os pais de Frida se casaram logo após a morte da primeira esposa de Guillermo, durante o nascimento do seu segundo filho. Embora o casamento tenha sido muito infeliz, Guillermo e Matilde tiveram quatro filhas, sendo Frida a terceira. Ela tinha duas meias-irmãs mais velhas. Frida ressaltava que cresceu em um mundo cheio de mulheres. Durante a maior parte de sua vida, no entanto, ela se manteve próxima do pai.

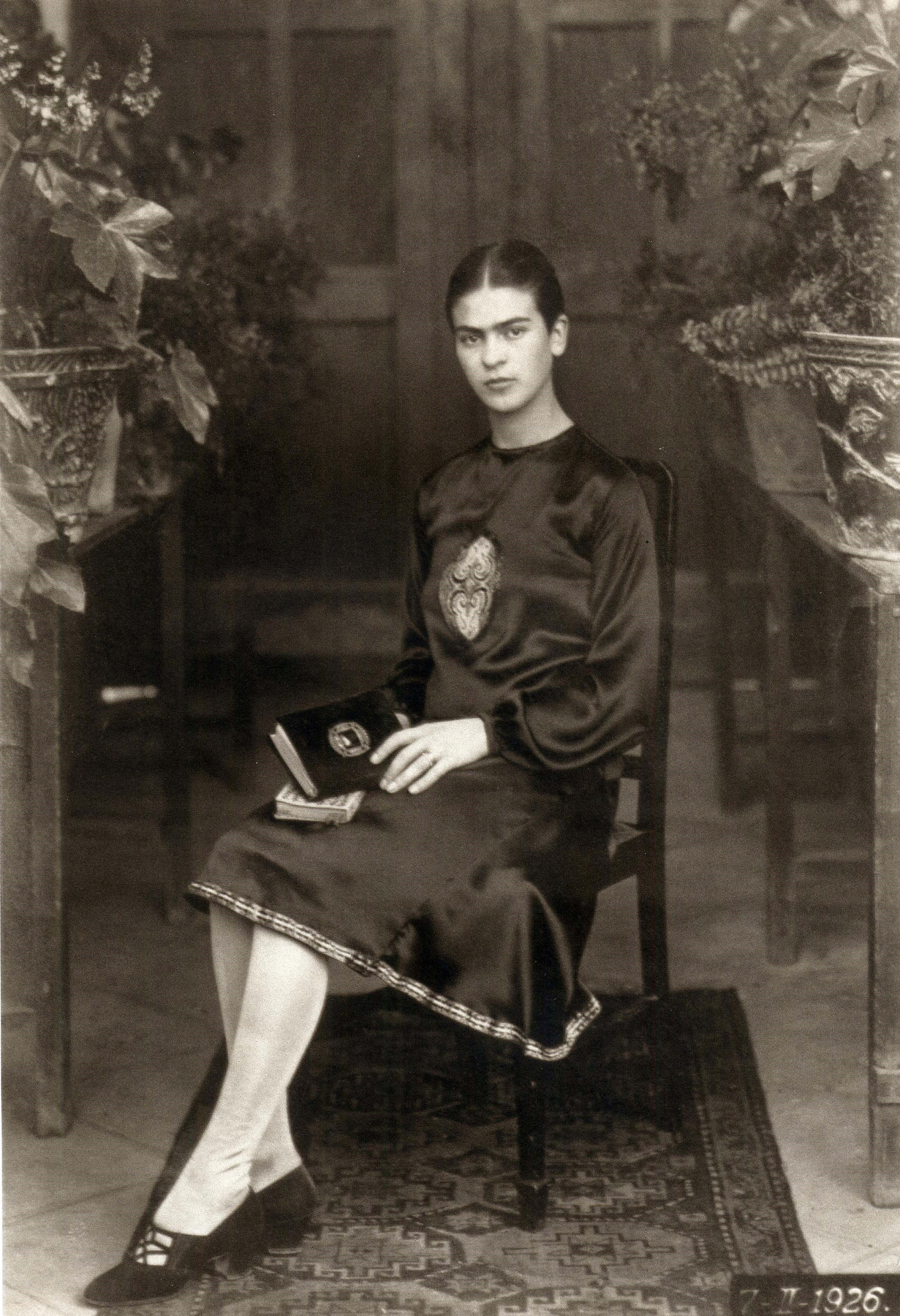
Kahlo em 1926

Em 1913, com seis anos, Frida contraiu poliomielite, a primeira de uma série de doenças, acidentes, lesões e operações que sofreu ao longo da vida. A poliomielite fez com que sua perna direita fosse menor e mais fina que a perna esquerda. Passou a usar calças, depois longas e exóticas saias, que se tornaram uma de suas marcas pessoais. Embora Frida desde o início da infância tenha recebido tutoria artística de Fernando Fernández, ela não estava particularmente interessada na arte como uma carreira.
Em 1922, foi aceita na Escola Nacional Preparatória do Distrito Federal do México e, de 1922 até 1925, frequentou a escola. Durante seu período acadêmico, Frida focou em disciplinas de ciências naturais com o objetivo de se tornar uma médica. A instituição recentemente havia começado a admitir mulheres, tendo apenas 35 alunas no total de 2.000 estudantes matriculados. Ela teve um bom desempenho acadêmico, era uma leitora voraz e rapidamente se tornou "profundamente imersa e empenhada na cultura Mexicana, ativismo político e questões de justiça social". Durante esse período, Kahlo foi particularmente influenciada por 9 colegas de classe, na qual estes formaram um grupo informal que se autointitulava como "Cachuchas" - muitos indivíduos desse grupo mais tarde se tornaram figuras importantes da elite intelectual Mexicana.

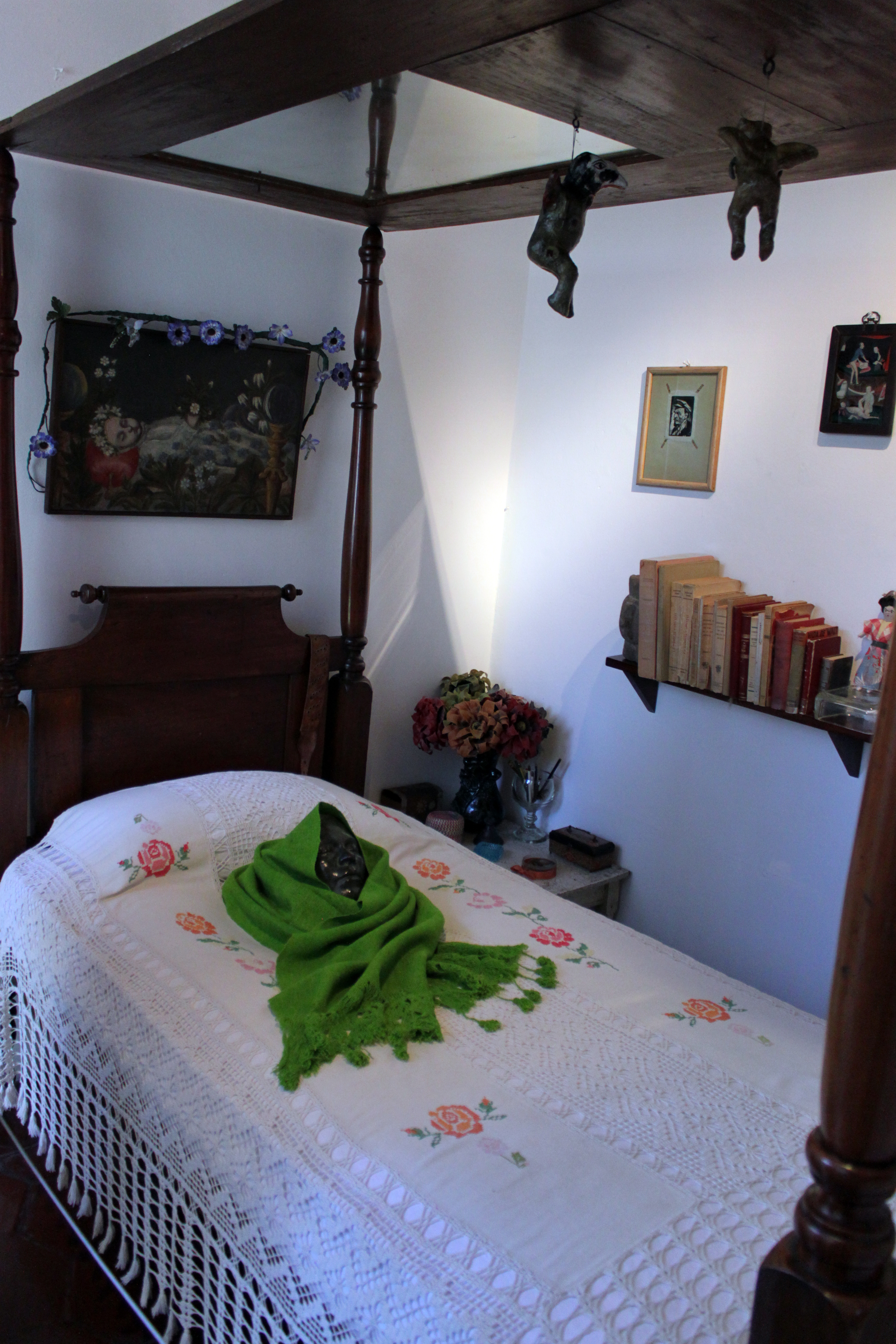
Cama de Frida Kahlo adaptada para que pudesse pintar

### Acidente de ônibus
Em 17 de setembro de 1925, Frida sofre um grave acidente de ônibus causado pelo choque com um bonde. O corrimão do ônibus perfurou-lhe as costas, causando uma fratura pélvica, perfuração do abdomen e do útero, 3 fraturas em sua coluna vertebral, seu pé direito foi triturado e deslocado e teve a clavícula fraturada.  Frida ficou um mês no hospital e dois meses em casa se recuperando antes de voltar ao seu trabalho. Tal acidente obrigou-a a usar coletes ortopédicos por três meses, ela chegou a pintar alguns deles (como o colete de gesso da tela intitulada A Coluna Partida'). O acidente acabou com seus sonhos de se tornar uma médica e causou dores e doenças pelo resto de sua vida, a transformando-a em uma Pessoa com Deficiência (PcD). seu amigo Andrés Henestrosa citou que Kahlo "vivia morrendo". Apesar de não haver uma definição formal à época para a enfermidade, médicos e historiadores acreditam que ela sofria de fibromialgia pós-traumática. Durante a sua longa convalescença, começou a pintar, usando a caixa de tintas de seu pai e um cavalete adaptado à cama. A maior parte de suas pinturas foi feita deitada em sua cama ou no banheiro. No entanto, sua enorme força e energia para viver lhe permitiram uma recuperação significativa.

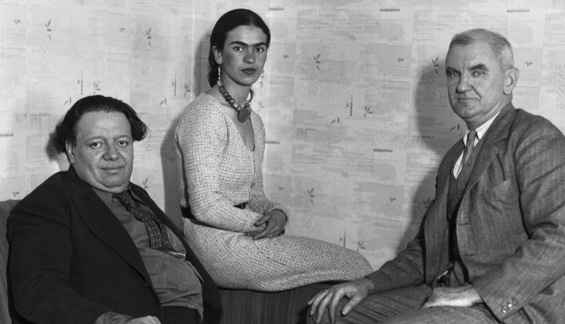
Rivera, Kahlo, e Anson Goodyear

### Acidente Diego Rivera
Após essa recuperação, que lhe devolveu a capacidade de andar, uma amiga íntima a apresentou aos círculos artísticos do México, onde estavam, entre outros, a conhecida fotógrafa, artista e comunista Tina Modotti e Diego Rivera. Frida admirava Diego e lhe mostrou algumas de suas obras para saber sua opinião, e ele ficou impressionado com o trabalho, comentando posteriormente:
“As telas revelavam uma força expressiva incomum, uma exposição precisa dos personagens e uma seriedade autêntica. Havia nelas uma franqueza fundamental e uma personalidade artística própria. Transmitiam uma sensualidade vital enriquecida por uma cruel, mas sensível, capacidade de observação. Para mim, era evidente que eu tinha diante de mim uma verdadeira artista.” 

— 
Frida e Diego se casaram em 21 de agosto de 1929, apesar da oposição da família de Frida, que o considerava comunista demais, "atarracado como uma pintura de Bruegel" e velho demais para ela (21 anos mais velho). “Ninguém compareceu ao casamento, exceto meu pai, que disse a Diego: Não se esqueça de que minha filha é uma pessoa doente e será assim por toda a vida: é inteligente, mas não bonita. Pense bem (...) e, se apesar de tudo quiser se casar com ela, dou meu consentimento”, escreveu Frida sobre o dia da cerimônia. O casamento foi metaforicamente descrito como “a união entre um elefante e uma pomba”, já que Diego era enorme e obeso, enquanto ela era pequena e magra. Por outro lado, Frida nunca pôde ter filhos por causa de seus ferimentos, algo que levou muitos anos para aceitar. O casamento foi noticiado pela imprensa mexicana e internacional, e o casal esteve sob constante atenção da mídia no México nos anos seguintes, sendo frequentemente referidos apenas como “Diego e Frida”.
O relacionamento foi marcado por amor, casos extraconjugais, vínculo criativo, ódio e um divórcio em 1939, seguido por uma reconciliação. “Ser esposa de Diego é a coisa mais maravilhosa do mundo. Deixo que ele brinque de casamento com outras mulheres. Diego não é o marido de ninguém e nunca será, mas é um grande companheiro.” A crescente reputação de Rivera nos Estados Unidos os levou a passar entre 1931 e 1934 a maior parte do tempo em Nova York e Detroit, onde Frida sofreu o segundo de três abortos espontâneos, em 4 de julho. Essa dolorosa experiência a levou a fazer um esboço ainda no hospital, que posteriormente resultou na pintura Henry Ford Hospital, na qual ela aparece nua sobre uma cama hospitalar desproporcionalmente grande, enfatizando o drama do lençol branco manchado de sangue, enquanto segura na mão esquerda três cordões vermelhos que simbolizam veias ligadas a objetos do aborto; uma das fitas conecta-se a um feto, o pequeno menino perdido.

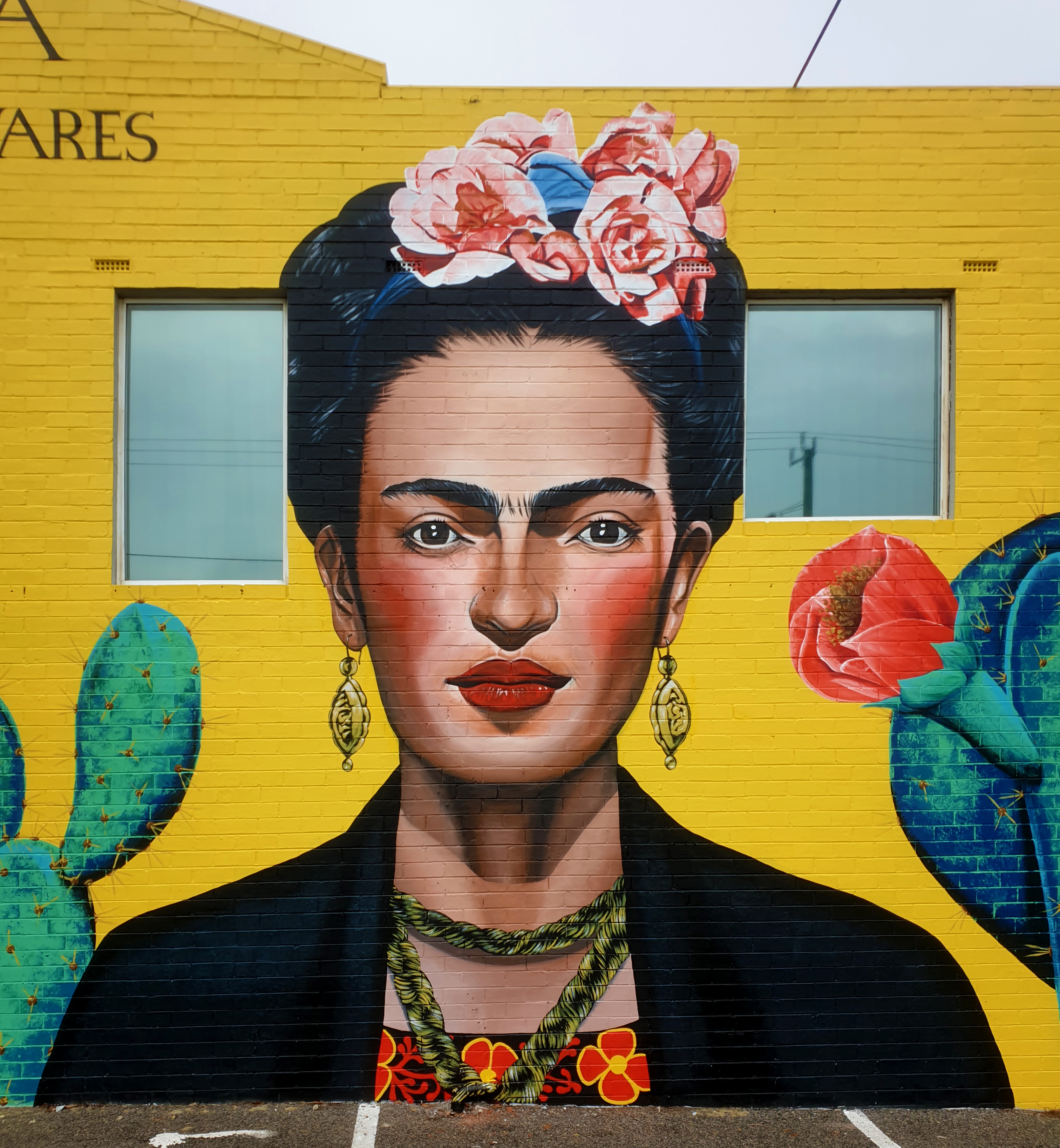
Mural de Frida Kahlo na fachada da loja Plata Bonita Homewares and Jewellery, em North Fremantle.

Em dezembro de 1933, quando retornaram ao México, compraram uma casa em San Ángel, projetada por um amigo arquiteto de Rivera, Juan O'Gorman. A casa tinha duas seções: uma menor e azul para Frida e outra maior e rosa para Diego, onde ficava seu ateliê. Frida teve mais um aborto e problemas de saúde que a mantiveram hospitalizada por um tempo. Apesar das traições de Diego, incluindo um caso com a própria irmã de Frida, Cristina Kahlo, ele a apoiou em muitos aspectos: foi ele quem sugeriu que ela usasse o traje tradicional mexicano, com vestidos longos e coloridos e joias exóticas. Isso, aliado à sua monocelha, tornou-se sua marca registrada. Ele amava sua pintura e era seu maior admirador. Frida, por sua vez, era a maior crítica de Diego e o amor de sua vida. Costumava dizer que, em sua vida, havia sofrido dois grandes acidentes: “Um foi com o bonde, e o outro foi Diego”. Ferida emocionalmente pelas infidelidades do marido, Frida mudou-se no início de 1935 para um apartamento no centro da Cidade do México e viajou com duas amigas para Nova York. Ao saber, no fim do ano, que a relação entre sua irmã e seu marido havia terminado, ela voltou a San Ángel. No entanto, infidelidades de ambos os lados passaram a ser comuns.
Em 9 de janeiro de 1937, o casal Rivera acolheu em sua casa o exilado Lev Trotski como refugiado político. Após um breve romance com ele, Frida pintou o Autorretrato entre cortinas como presente de aniversário para ele, em 7 de novembro. A obra impressionou André Breton quando a viu meses depois:
“Na parede do quarto de trabalho de Trotski admirei um autorretrato de Frida Kahlo de Rivera. Com um manto de asas de borboleta douradas, assim vestida, ela abre uma fresta na cortina interna. Somos presenteados, como nos belos dias do romantismo alemão, com a entrada em cena de uma bela jovem dotada de todos os poderes da sedução.”

— André Breton, Frida Kahlo: Le Surréalisme et la Peinture (1943), Paris, p. 148

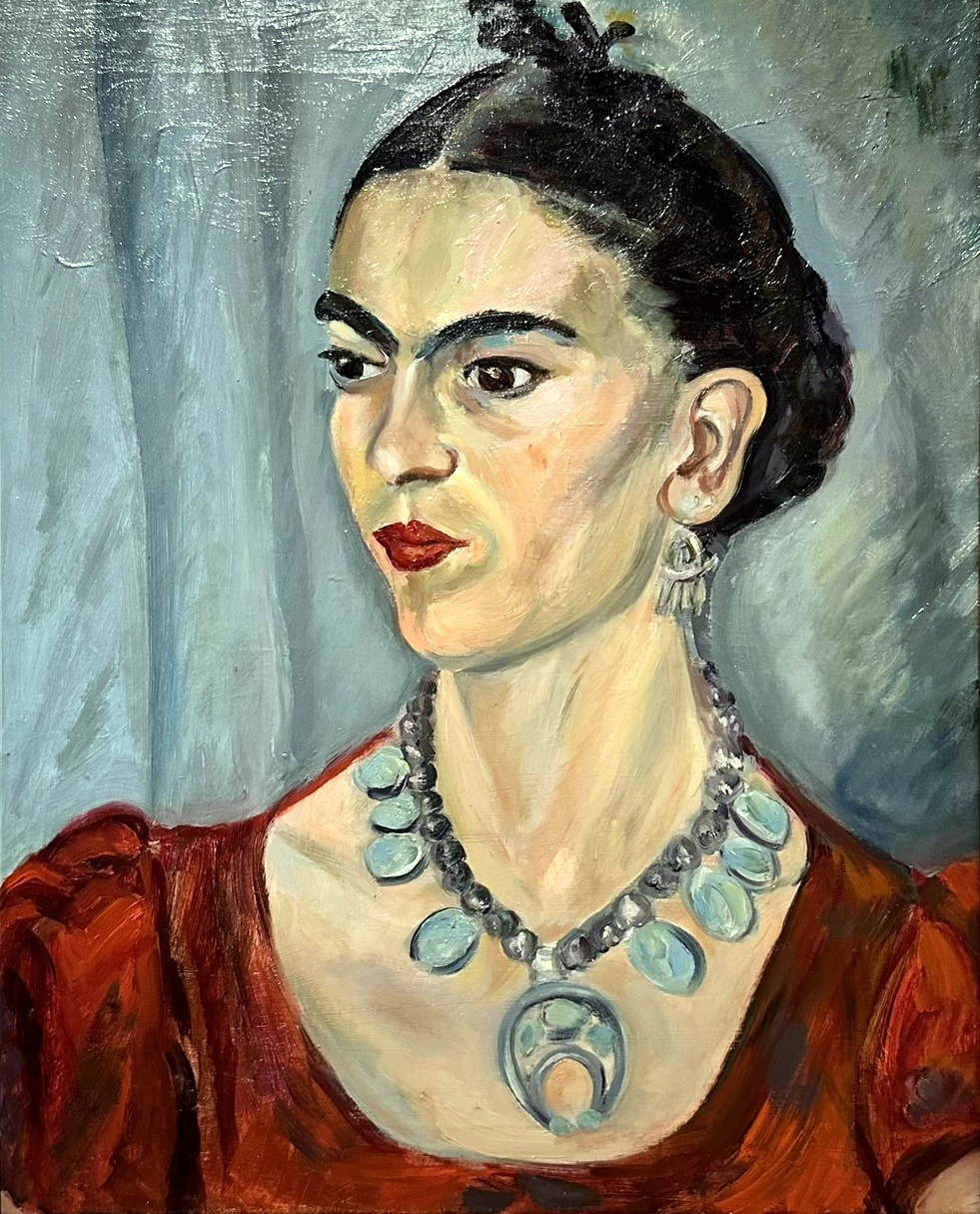
Um retrato de Kahlo por Magda Pach, esposa de Walter Pach, no Smithsonian American Art Museum (1933)

Em 1938, o poeta e ensaísta surrealista André Breton classificou sua obra como surrealista, em um ensaio que escreveu para a exposição de Frida na Galeria Julien Levy, em Nova York. No entanto, Frida mais tarde rejeitou esse rótulo: "Achavam que eu era surrealista, mas não era. Nunca pintei sonhos. Pintei a minha própria realidade." Em 1939, expôs na Galeria Renou et Colle, em Paris, graças a Breton. Durante sua estadia na capital francesa, teve contato com o pintor Picasso e apareceu na capa da edição francesa da revista Vogue. O Museu do Louvre adquiriu um autorretrato seu.
No final de 1939, assinaram o divórcio, embora aparentemente a convivência tenha continuado, com idas a concertos e exposições juntos. Frida participou da Exposição Internacional do Surrealismo na Galeria de Arte Moderna da Cidade do México e da Exposição de São Francisco. Em ambas, apresentou a pintura As duas Fridas, realizada logo após o divórcio de Diego Rivera. É um autorretrato com duas personalidades distintas: uma com vestido de tehuana, preferido de Diego, e outra com trajes europeus, simbolizando sua identidade anterior ao relacionamento. Os corações de ambas estão ligados por uma veia, sendo que a parte europeia de Frida, rejeitada, está prestes a sangrar até morrer.

Diante dos novos incômodos físicos, em 1940, ela viajou a São Francisco para ser tratada pelo Dr. Eloesser. Estando no hospital, Rivera propôs novo casamento, segundo o próprio pintor relatou, e Frida aceitou com algumas condições:
“... queria se manter com o dinheiro de seu trabalho, que eu pagasse metade das despesas da casa, nada mais, e que não tivéssemos relações sexuais. Ao explicar essa última condição, afirmou que era impossível fazer amor comigo enquanto as imagens de todas as outras mulheres lhe vinham à mente, criando uma barreira psicológica sempre que eu me aproximava dela. Fiquei tão feliz por tê-la de volta que aceitei tudo.”

— Diego Rivera
Casaram-se novamente em 8 de dezembro de 1940. Após duas semanas juntos na Califórnia, Frida retornou para preparar os novos cômodos da Casa Azul, novo lar do casal, enquanto Diego ficou para concluir trabalhos pendentes.
A partir de 1943, dá aulas na escola La Esmeralda, no D.F. (México). Em 1953, a Galeria de Arte Contemporânea desta mesma cidade organiza uma importante exposição em sua honra. Alguns de seus primeiros trabalhos incluem o Auto-retrato em um vestido de veludo (1926), Retrato de Miguel N. Lira (1927), Retrato de Alicia Galant (1927) e Retrato de minha irmã Cristina (1928).

### Últimos tempos
No mural O sonho de uma tarde de domingo na Alameda Central (1947–1948), Diego Rivera representou Frida Kahlo como uma figura materna protetora: ele aparece como uma criança (apelidado de The Kid) e Frida o ampara com a mão direita no ombro, enquanto segura com a esquerda um símbolo do Yin-Yang. A cena ilustra o papel emocional e espiritual que Frida desempenhava na vida do pintor. 
Nos últimos anos de sua vida, suas pinturas se voltaram mais às naturezas-mortas, frequentemente carregadas de simbolismo político: frutas ao lado da bandeira mexicana fincada em uma melancia ou o pombo da paz entre alimentos. Três obras se destacam por seu caráter político: Autorretrato com Stalin (c. 1954), um retrato inacabado de Stalin, e O marxismo curará os doentes (c. 1954), em que Frida se retrata ao centro, com sua clássica cinta ortopédica, sendo amparada por mãos gigantes que representam o marxismo — símbolo de libertação que lhe permite deixar as muletas. Na mão esquerda, segura o livro vermelho; no fundo, Marx aparece sufocando uma águia com a cabeça do Tio Sam, sob um céu com o pombo da paz.
Na primavera de 1953, a Galeria de Arte Contemporânea da Cidade do México organizou sua primeira grande exposição individual no México. Apesar da fragilidade extrema de sua saúde, Frida compareceu deitada em uma maca levada por uma ambulância, que chegou à galeria escoltada por motociclistas. Foi instalada no centro da sala e passou a tarde bebendo, cantando e contando piadas. A exposição foi um sucesso estrondoso.

Nesse mesmo ano, teve a perna direita amputada abaixo do joelho devido a uma infecção por gangrena, mergulhando-a numa profunda depressão, que a levou a tentar o suicídio algumas vezes. Durante esse período, impossibilitada de pintar com frequência, passou a escrever poemas em seus diários, marcados por dor e remorso. Em 11 de fevereiro de 1954, escreveu:
"Amputaram minha perna há seis meses; têm sido séculos de tortura e, em alguns momentos, quase perdi a razão. Ainda tenho vontade de me suicidar. Diego é quem me segura, por vaidade minha de achar que ainda posso ser útil para ele. Ele me disse isso, e eu acredito. Mas nunca na vida sofri tanto. Vou esperar um pouco."
Frida Kahlo faleceu em Coyoacán, no dia 13 de julho de 1954. Suas últimas palavras no diário foram: "Espero que a partida seja alegre e espero nunca mais voltar." Seu velório aconteceu no Palácio de Belas Artes da Cidade do México, com o caixão coberto pela bandeira do Partido Comunista Mexicano — o que gerou grande polêmica na imprensa nacional. Seu corpo foi cremado, e as cinzas foram depositadas na Casa Azul, onde nasceu. Quatro anos após sua morte, a Casa Azul tornou-se oficialmente o Museu Frida Kahlo.

## Vida pessoal

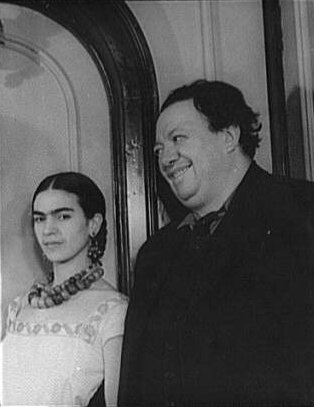
Frida e Diego Rivera se casaram duas vezes.

Casa-se aos 22 anos com Diego Rivera, em 1929, um casamento tumultuado, visto que ambos tinham temperamentos fortes e casos extraconjugais. Kahlo, que era bissexual, teve um caso com Leon Trotski depois de separar-se de Diego. Rivera aceitava abertamente os relacionamentos de Kahlo com mulheres, mesmo elas sendo casadas, mas não aceitava os casos da esposa com homens. Frida descobre que Rivera mantinha um relacionamento com sua irmã mais nova, Cristina.
Após essa outra tragédia de sua vida, separa-se dele e vive novos amores com homens e mulheres, mas em 1940 une-se novamente a Diego. O segundo casamento foi tão tempestuoso quanto o primeiro, marcado por brigas violentas. Ao voltar para o marido, Frida construiu uma casa igual à dele, ao lado da casa em que eles tinham vivido. Essa casa era ligada à outra por uma ponte, e eles viviam como marido e mulher, mas sem morar juntos. Encontravam-se na casa dela ou na dele, nas madrugadas.
Embora tenha engravidado mais de uma vez, Frida nunca teve filhos, pois o acidente que a perfurou comprometeu seu útero e deixou graves sequelas, que a impossibilitaram de levar uma gestação até o final, tendo tido três abortos (em 1929, ela sofreu o primeiro aborto, e em 1932, o segundo). Tentou suicídio com facas e martelos diversas vezes.
Em 13 de julho de 1954, Frida Kahlo, que havia contraído uma forte pneumonia, foi encontrada morta. Seu atestado de óbito registra embolia pulmonar como a causa da morte. Mas não se descarta a hipótese de que tenha morrido de overdose (acidental ou não), devido ao grande número de remédios que tomava. A última anotação em seu diário, que diz "Espero que minha partida seja feliz, e espero nunca mais regressar - Frida", permite a hipótese de suicídio. Seu corpo foi cremado, e suas cinzas encontram-se depositadas em uma urna em sua antiga casa, hoje Museu Frida Kahlo.

## Estilo pictórico
A pintura de Frida Kahlo passou por diversas fases, sempre profundamente ligadas à sua vida pessoal. Desde criança, mostrava interesse pelas artes, tendo aulas de desenho com o amigo de seu pai, o gravador Fernando Fernández, preenchendo cadernos com esboços. Em 1925, começou a trabalhar fora da escola para ajudar a família, tornando-se aprendiz de gravura no ateliê de Fernández, que reconheceu seu talento — embora Frida ainda não pensasse em seguir carreira artística. Suas primeiras obras e cartas revelam inspiração em artistas europeus, especialmente mestres renascentistas como Sandro Botticelli e Bronzino, além de movimentos de vanguarda como o Neue Sachlichkeit e o cubismo.

Após o grave acidente de 1925, começou a pintar com regularidade; suas obras iniciais eram mais realistas e influenciadas pela arte europeia. Com o tempo, sob influência de Diego Rivera, adotou um estilo mais direto, com cores planas e brilhantes, elementos da arte popular mexicana e narrações autobiográficas, em composições sem perspectiva linear. Embora tenha flertado com o surrealismo, Frida nunca abandonou o realismo narrativo. Nos últimos anos de sua vida, sua pintura ganhou um tom político mais evidente, embora tenha escrito: "Minha pintura não é revolucionária, porque ainda me iludo que ela seja combativa." Em seu diário, declarou ainda:
"Estou muito inquieta com minha pintura. Principalmente por querer transformá-la em algo útil para o movimento revolucionário comunista […] a única razão real para viver."
A arte de Frida Kahlo é, portanto, uma constante afronta à ideologia dominante. Ela é, ao mesmo tempo, o sujeito que pinta e o sujeito pintado — sua obra é a expressão visceral de tudo o que sentia.

## O Diário de Frida
Em 1944, Frida começou a escrever seu diário pessoal. Em um caderno simples, alternava palavras e desenhos, muitas vezes transformando-os em poemas sobre Diego Rivera e seu sofrimento físico e emocional. O diário também aborda sua infância, juventude, sexualidade, fertilidade, dores físicas e pensamentos políticos e existenciais. Utilizava aquarela e tinta para criar imagens simbólicas, além de escrever sobre o significado das cores que usava em suas pinturas:
- Verde – luz boa e cálida
- Magenta – asteca. Tlapalli. Sangue antigo da figueira-da-índia
- Marrom – cor de mó, de folha caída; terra
- Amarelo – loucura, doença, medo. Parte do sol e da alegria
- Azul cobalto – eletricidade e pureza. Amor
- Preto – nada é realmente preto, não é nada
- Verde-folha – folhas, tristeza, ciência. A Alemanha inteira é dessa cor
- Amarelo-esverdeado – mais loucura e mistério. Todos os fantasmas usam essa cor... especialmente roupa íntima
- Verde-escuro – cor de maus presságios e bons negócios
- Azul-marinho – distância. A ternura também pode ser azul
- Vermelho – sangue? Pois, quem sabe!

## Retratos

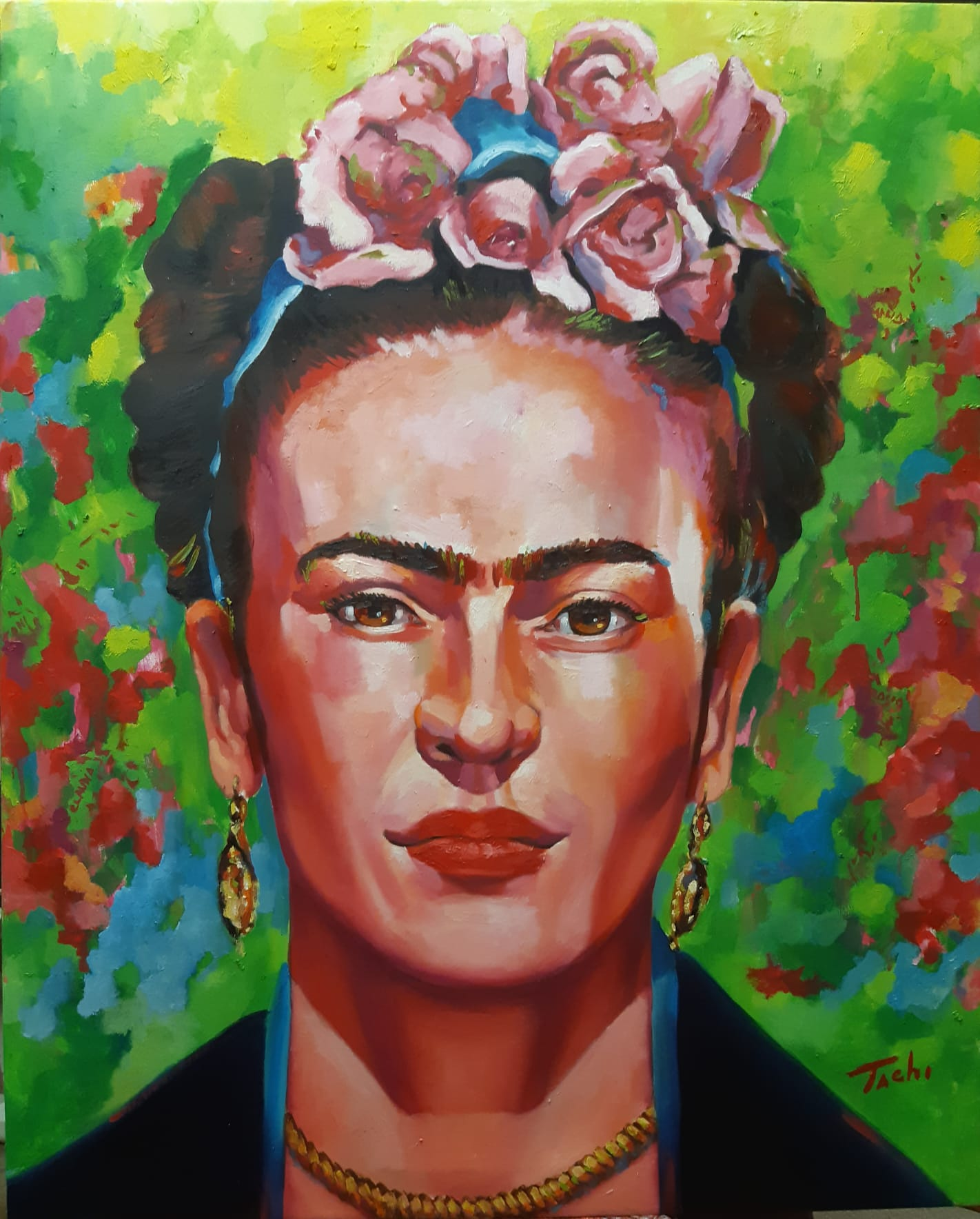
Retrato de Frida Kahlo pintado por Tachi

Quando sofreu o acidente, sua cama foi coberta por uma espécie de dossel, na parte inferior do qual foi colocado um espelho para que Frida pudesse se ver e servir de modelo. Foi aí que começaram seus famosos autorretratos, tema mais recorrente na pintura da artista. Ela se retratava em paisagens áridas ou quartos frios, que transmitiam sua solidão — às vezes com pequenos animais, como macacos, sapos, papagaios ou gatos, outras vezes com a flora mexicana. Segundo a própria artista declarou: "Me retrato porque passo muito tempo sozinha e porque sou o motivo que melhor conheço." Os retratos de busto eram feitos com pequenos atributos de significado simbólico, enquanto aqueles em que aparece de pé costumam representar uma cena, quase sempre da própria vida da artista. O rosto era geralmente mostrado como uma máscara, sem expressar sentimentos; os olhos são encobertos por sobrancelhas escuras que se unem sobre o nariz como asas de pássaro — um traço que confere expressividade à sua face. A simbologia é inspirada em antigos retábulos mexicanos de crenças populares e elementos surrealistas, unidos à própria realidade de Frida.
No seu primeiro Autorretrato com vestido de veludo, ainda se percebe a influência da pintura mexicana de retratos do século XIX, ao mesmo tempo que remete à pintura europeia. Ela se representa de meio corpo, com o rosto em três quartos de giro, e o pescoço mais longo que o natural. Frida expõe, como em nenhum outro retrato, seus sentimentos, com a pele clara contrastando com o fundo escuro. Seu conceito de pintura se assemelha aos autorretratos de Dürer, do século XVI, em que o pintor se apresenta para ser admirado. Frida, como ele, toca o nariz e o alonga para conferir mais elegância e suavidade. Sem dúvida, com essa pintura, Frida queria manter ou reconquistar o amor que já temia ter perdido de Alejandro Gómez Arias.
Autorretratos:
- 1926 - Autorretrato com vestido de veludo – Óleo sobre tela. Legado de Alejandro Gómez Arias, Cidade do México
- 1929 - Autorretrato O tempo voa – Óleo sobre tela. Coleção privada
- 1930 - Autorretrato – Óleo sobre tela. Museum of Fine Arts, Boston
- 1931 - Frieda e Diego Rivera - Tinta a óleo sobre lona. San Francisco Museum of Modern Art
- 1933 - Autorretrato com colar – Óleo sobre metal. Coleção Gelman, Cidade do México
- 1933 - Autorretrato very ugly – Pintura a fresco. Coleção privada
- 1937 - Memória, o coração - Óleo sobre metal. Coleção de Michel Petitjean, Paris
- 1938 - O Quadro - Tinta a óleo sobre placas de alumínio e um espelho. Centro Georges Pompidou
- 1938 - Autorretrato The Frame – Óleo sobre vidro e alumínio. Centre Georges Pompidou, Paris
- 1938 - Autorretrato com macaco – Óleo sobre tela. Albright-Knox Art Gallery, Buffalo
- 1939 - As Duas Fridas - Tela e tinta a óleo. Museu de Arte Moderno de México
- 1940 - Autorretrato com cabelo cortado - Tinta a óleo sobre lona. Museu de Arte Moderna, Nova Iorque
- 1940 - Autorretrato com colar de espinhos – Óleo sobre tela. The University of Texas, Austin
- 1940 - Autorretrato com macaco – Óleo sobre tela. Coleção Otto Atencio Troconis, Caracas
- 1940 - Autorretrato dedicado ao Dr. Eloesser – Óleo sobre tela. Coleção privada
- 1941 - Autorretrato com trança – Óleo sobre tela. Coleção Jacques e Natasha Gelman, Cidade do México
- 1943 - Autorretrato como Tehuana – Óleo sobre tela. Coleção Jacques e Natasha Gelman, Cidade do México
- 1943 - Autorretrato com macaco – Óleo sobre tela. Coleção Jacques e Natasha Gelman, Cidade do México
- 1944 - A Coluna Partida - Óleo sobre masonite. Museu Dolores Olmedo, Cidade do México
- 1945 - Autorretrato com changuito – Óleo sobre tela. Fundação Robert Nrady, Cuernavaca
- 1946 - O Veado Ferido - Pintura a óleo. Coleção particular de Jacques e Natasha Gelman, Nova Iorque
- 1947 - Autorretrato com os cabelos soltos – Óleo sobre tela. Coleção privada
- 1948 - Autorretrato – Óleo sobre tela. Coleção privada
- 1949 - Diego e Eu - Tinta a óleo sobre tela de fibras. Coleção particular (Mary Anne Martin Fine Arts, em Nova York)
- 1949 - Diego e Eu (Frida Kahlo) - Pintura a óleo. Coleção particular
- 1953-4 - Autorretrato com o retrato de Diego no peito e Maria entre as sobrancelhas – Óleo sobre tela. Paradeiro desconhecido
- 1955 - A mesa ferida - Pintura a óleo. Paradeiro desconhecido

## Homenagens póstumas
Frida Kahlo foi considerada ao longo de sua vida uma figura icônica do feminismo por suas constantes demonstrações de autossuficiência, coragem e força. Ainda hoje é lembrada como grande exemplo e defensora dos direitos das mulheres, sendo uma das figuras femininas mais homenageadas no Dia Internacional da Mulher, como demonstraram diversas celebridades em seus perfis nas redes sociais, entre elas Salma Hayek, no ano de 2018.

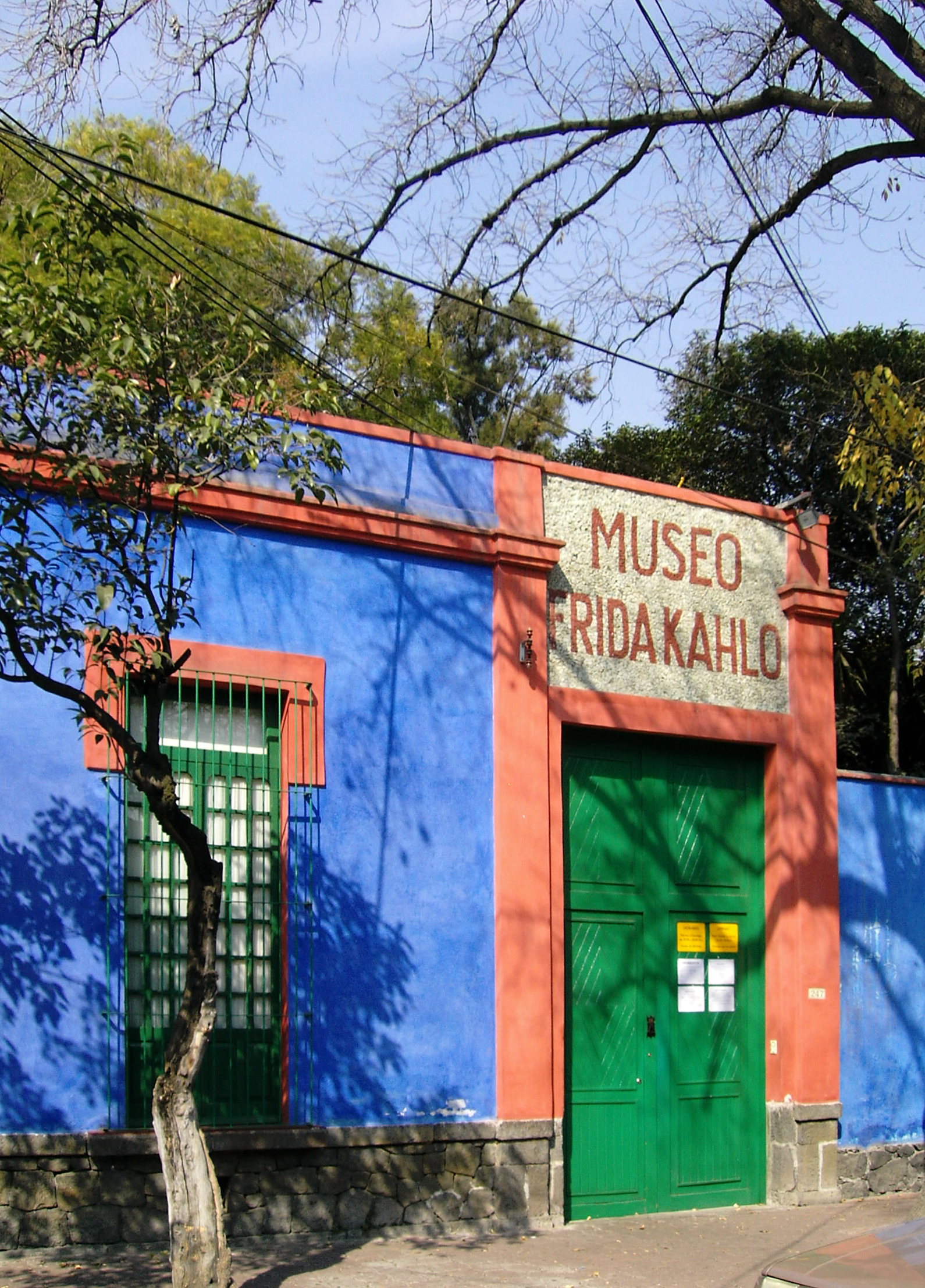
Museu Frida Kahlo

### Casa Azul, o museu
Quatro anos após a sua morte, sua casa familiar conhecida como "Casa Azul", localizada em Coyoacán, na esquina das ruas Londres e Allende, na Cidade do México, transforma-se no Museu Frida Kahlo. Foi ali que Frida Kahlo nasceu, cresceu e passou grande parte de sua vida. A casa foi construída por seus pais em 1904 e aparece retratada por Frida em uma pintura de 1936 (Meus avós, meus pais e eu, óleo e têmpera sobre metal, 30,7 × 34,5 cm). Nesta obra, Frida se representa como uma menina pequena emergindo do pátio central da casa de Coyoacán; acima dela estão seus pais e, no meio do oceano, seus avós.
Frida Kahlo, reconhecida tanto por sua obra quanto por sua vida pessoal, ganha retrospectiva de suas obras, com objetos e documentos inéditos, além de fotografias, desenhos, vestidos e livros.

### Centenário
Em 2007, completaram-se 100 anos do nascimento de Frida Kahlo. Ao longo de todo o ano, diversas homenagens foram organizadas no México para celebrar o centenário. A principal delas foi a maior exibição já realizada de suas pinturas intitulada "Frida Kahlo, 1907–2007. Homenaje Nacional", no Palacio de Bellas Artes, local de sua primeira exibição no México. Foram reunidas pinturas vindas de Detroit, Los Angeles, Miami, Mineápolis, San Francisco, e Nagoya. A exibição incluiu um terço de sua produção artística, assim como manuscritos e cartas que ainda não haviam sido exibidos. A exposição ficou aberta entre 13 de junho e 12 de agosto de 2007, e quebrou todos os recordes de público do museu.
Foram exibidas 354 obras da artista, incluindo óleos, desenhos, aquarelas, gravuras, cartas e fotografias — formando, segundo o Instituto Nacional de Belas Artes (INBA), a maior mostra já realizada sobre Frida Kahlo. Ao final, a exposição ultrapassou a marca de 400 mil visitantes, tornando-se um recorde de público entre todas as exposições do Palácio de Belas Artes e uma das mais visitadas na história do México.

## Filmografia
| Any  | Pel·lícula             | Director     | Actors        |
| ---- | ---------------------- | ------------ | ------------- |
| 1984 | Frida, naturaleza viva | Paul Leduc   | Ofelia Medina |
| 2002 | Frida                  | Julie Taymor | Salma Hayek   |

## Na cultura popular
- Em 1986, Paul Leduc dirigiu o filme "Frida Kahlo, natureza viva", montado como colagem de recordações de Frida antes de sua morte.[63]
- Em 1992, foi mencionada na canção "Esquadros", de Adriana Calcanhotto.
- Em 2002, sob a direção de Julie Taymor, foi lançado o filme Frida, que narra a história da pintora, interpretada pela atriz Salma Hayek. O longa metragem conta ainda com a presença de Alfred Molina, interpretando Diego Rivera.
- Em 2008, a banda inglesa Coldplay lançou o álbum Viva la Vida or Death and All His Friends, cujo título é inspirado em um quadro de Frida, também intitulado "Viva La Vida" e que intitula também a principal canção do disco. Segundo o vocalista Chris Martin, o título foi escolhido devido ao otimismo de Frida, mesmo com os percalços percorridos pela artista, ao exaltar a vida no referido quadro. Ela se vestia mediocremente com vestes de pobre, mesmo tendo uma quantia relativamente grande de dinheiro.
- Em 2010 foi homenageada pelo Google com um doodle estilizado de seu autorretrato.
- Em 2010 foi homenageada no carro abre-alas da escola de samba Viradouro da cidade de Niterói que desfila no Rio de Janeiro.
- Em 2011 foi citada na música "Sucrilhos" do rapper brasileiro Criolo Doido. Além dela, são citados os artistas Hélio Oiticica e Di Cavalcanti.
- Em 2014 estreou no Teatro Raul Cortez, em São Paulo, a peça "Frida y Diego", com Leona Cavalli e José Rubens Chachá. Com texto de Maria Adelaide Amaral, a apresentação trata da conturbada história de amor entre Frida Kahlo e Diego Rivera.
- Em 2015 ganhou livro na coleção Antiprincesas, Editora Chirimbote (Argentina).

## Leilões
- Em 2006, "Roots" foi adquirido por 5,6 milhões de dólares, numa venda da Sotheby's, em Nova Iorque.

- "Two Nudes in the Forest (The Land Itself)", de 1939, que retrata duas mulheres nuas, foi vendida em 12 de maio de 2016 num leilão da Christie's em Nova Iorque por oito milhões de dólares, um recorde para obras da artista.[64]

- "Diego y yo" de 1949 foi leiloada em 16 de novembro de 2021 pela Sotheby’s por 34,9 milhões de dólares, recorde de artistas latino-americanos.[65]